# Balesfelder Bach
Der Balesfelder Bach ist ein 10,5 km langer, linker Nebenfluss der Nims in rheinland-pfälzischen Eifelkreis Bitburg-Prüm (Deutschland).

## Geographie

### Verlauf
Der Balesfelder Bach entspringt als Tannenbach in der Waldeifel (auch Kyllbuger Waldeifel) auf einer Höhe von 490 m ü. NHN. Die Quelle liegt im Torffenn unterhalb des Südwesthangs des Kahlen Köpfchens (537,2 m ü. NHN) etwa zwei Kilometer nordöstlich vom Burbacher Ortsteil Neustraßburg. Bei Neustraßburg nimmt der Bach von rechts den Katzenbach auf und heißt dann auch Weuerbach oder Weiherbach.
Vorwiegend nach Südwesten abfließend mündet der Balesfelder Bach in Seffern auf 315 m ü. NHN in die dort von Norden kommende Nims.

### Einzugsgebiet
Der Balesfelder Bach entwässert ein 15,536 km² großes Einzugsgebiet über Nims, Prüm, Sauer, Mosel und Rhein zur Nordsee.

### Zuflüsse
| Name       | GKZ        | Lage   | Länge in km | EZG in km² | Mündung Koordinaten        | Mündungshöhe in m ü. NHN |
| ---------- | ---------- | ------ | ----------- | ---------- | -------------------------- | ------------------------ |
| Katzenbach | 2628856-2  | rechts | 001,3720    | 0002,3400  | östlich von Neustraßburg ⊙ | 44500000                 |
| Hofgraben  | 2628856-32 | links0 | 000,2500    | 0000,4160  | östlich von Neustraßburg ⊙ | 44100000                 |

Anmerkungen zur Tabelle
1. ↑  Die Gewässerdaten stammen vom GeoExplorer der Wasserwirtschaftsverwaltung Rheinland-Pfalz (Hinweise), die geographischen Daten vom Kartendienst des Landschaftsinformationssystems der Naturschutzverwaltung Rheinland-Pfalz (LANIS-Karte) (Hinweise).
2. ↑  Gewässerkennzahl, in Deutschland die amtliche Fließgewässerkennziffer mit zur besseren Lesbarkeit eingefügtem Trenner hinter dem Präfix, das einheitlich für den allen gemeinsamen Vorfluter Balesfelder Bach steht.